# Marcel Noël
 (mars 2025).
Pour les articles homonymes, voir Marcel Noël et Noël.
Marcel Noël, né le 6 février 1901 à Mussy-sur-Seine (Aube) et mort le 24 janvier 1973 à Virey-sous-Bar (Aube), est un homme politique français.

## Biographie
Mécanicien, il adhère au Parti communiste en 1923, et y milite sans y prendre de grandes responsabilités, si ce n'est très locales. Son principal investissement est dans le secours rouge international. Il est aussi investit dans le syndicalisme, comme secrétaire de l'union locale de Mussy de la CGT. En 1935, il est candidat malheureux aux cantonales, sous l'étiquette du PCF.
Mobilisé en 1939, il rejoint la résistance assez vite après son retour à la vie civile. Membre du Front national, il est arrêté en juillet 1942. D'abord détenu en France, il est déporté en Allemagne, aux camps de Dora, puis Bergen-Belsen. Il n'est libéré qu'en avril 1945, et revient en France pour reprendre ses activités politique. Il devient à la fin de l'année secrétaire de la fédération de l'Aube du PCF.
En mai 1945, il est élu conseiller municipal de Troyes et, quelques semaines plus tard, conseiller général de l'Aube, dans le canton de Mussy-sur-Seine.
Tête de la liste communiste dans l'Aube en juin 1946, après le départ de Raymond Guyot pour Paris, il obtient 28,02 % des voix et est élu député.
À l'assemblée constituante, il se prononce notamment pour un allongement « significatif » des congés payés.
En novembre 1946, il est de nouveau tête de liste du PCF, et obtient 29,2 % des voix, ce qui lui permet d'être réélu député.
Parlementaire très actif, il dépose de nombreux textes qui portent souvent sur la situation des travailleurs les plus précaires, en lien avec la protection sociale.
En 1951, il est réélu, malgré la poussée du RPF dans l'Aube, avec 26,8 % des voix. Là encore, il est très actif, et dépose de nombreux textes, et particulièrement sur le statut social des salariés des transports routiers et ferroviaires, pour lesquels il apparaît comme un expert.
En 1956, il améliore son résultat électoral, avec 29,1 % des voix. Il présente alors encore de très nombreux textes, plus de soixante, centrés sur l'amélioration du statut des cheminots.
Il retrouve cette même année son siège de conseiller général, qu'il avait perdu en 1949.
En 1958, il est battu aux législatives. Par la suite, il prend ses distances vis-à-vis du parti communiste, et le quitte en janvier 1965.
Il poursuit cependant une carrière politique locale, se présentant comme « socialiste indépendant ». Il est ainsi élu maire de Mussy en 1965, et conserve ses mandats jusqu'à sa mort, en 1973.

## Détail des fonctions et des mandats
Mandats parlementaires
- 2 juin 1946 - 27 novembre 1946 : Député de l'Aube
- 10 novembre 1946 - 4 juillet 1951 : Député de l'Aube
- 17 juin 1951 - 1er décembre 1955 : Député de l'Aube
- 2 janvier 1956 - 8 décembre 1958 : Député de l'Aube